# 聖馬提區

聖馬提區在巴塞羅那的位置

聖馬提區（Sant Martí）是西班牙加泰羅尼亞城市巴塞羅那的10個行政區之一，位於巴塞羅那市東部，臨地中海。直到1897年之前，這裡都不是巴塞羅那的一部分。據2005年人口普查，聖馬提區有人口221,029人，是巴塞羅那人口第二多的區。由於聖馬提區是巴塞羅那面積第四大區（10.8平方公里），因此人口密度在巴塞羅那的10個區中排名第六（每平方公里20.466人）。

## 外部連結
- 维基导游上有關Sant Martí的旅行指南
- Sant Martí council （页面存档备份，存于）
- Sant Martí neighbourhoods （页面存档备份，存于）